# Almorrefa
Una almorrefa es un enorme arte de pesca utilizado para la pesca de atunes de pequeño tamaño y especies similares. 
Se trata de un arte de cerco con una red rectangular de 500 a 1000 m de longitud por 100 de altura. Puede estar algo embebida en los extremos. Está provista de flotadores y plomos que la mantienen vertical. Cada 3 m aproximadamente penden de la relinga inferior unas gazas con sendas anillas de 10 cm de diámetro, por las que pasa la gruesa jareta que al igual que en los artes de cerco para la pesca de sardinas y boquerones, ciñe el arte por su parte inferior. 
Su maniobra debe realizarse tomando toda clase de precauciones tanto por lo asustadizos que son los atunes como por la facilidad que tienen para sumergirse. Por ello es utilizado con frecuencia en zonas donde el fondo no alcanza los 100 m, con lo que se asegura que el arte toque el fondo y sea más difícil que los peces atrapados puedan escapar. 
En España este arte se emplea sobre todo en el Mediterráneo, pero se utiliza también en otros países de tradición pesquera.